# Кірєєва Руслана Петрівна
Русла́на Петрі́вна Кірє́єва (до шлюбу Лутченко; 4 січня 1949, с. Микулинці, нині місцевість Снятина — 11 лютого 2019, там само) — українська покутська громадсько-культурна діячка, краєзнавиця, журналістка, лауреатка Літературно-мистецької премії імені Марка Черемшини.

## Біографія
Народилася, виросла і прожила у селі Микулинці (зараз — передмістя Снятина).
Фаховий журналістський шлях розпочала кореспонденткою снятинського радіо. Починаючи зі студентських років, Руслана Кірєєва фахово збирала фольклор та етнографічні матеріали Снятинського району. Згодом зацікавлюється краєзнавством. Упродовж 40 років очолювала Літературно-меморіальний музей Марка Черемшини (1979—2019).
Руслана Кірєєва досліджувала історію Снятина, матеріальну і духовну культуру Покуття, біографію та творчість письменника Марка Черемшини та його сучасників, рід Карп'юків, покутську діаспоряну, сучасний літературний процес Покуття.
Руслана Кірєєва була особисто знайома з Наталією Семанюк, яка в 1949 році заснувала у Снятині музей Марка Черемшини.

## Творчість
Руслана Кірєєва є:
- співавторкою книжки «Український світ у країні кленового листу» (2008),[3]
- авторкою дослідження «Покутське весілля» (2000),[4]
- співавторкою книжок «Ратуша — окраса міста Снятина» (2009)[5], «Творці високої духовності: Вони влилися в родину Марка Черемшини» (2004),
- авторкою розділів у колективній монографії «Снятинщина» (2014),
- співавторкою книжки «Марко Черемшина у спогадах, документах і матеріалах» (2014).[6][7]

Авторка близько 200 опублікованих дослідницьких праць, понад 100 поки існують в рукописному вигляді.

## Краєзнавча школа
Справу Руслани Кірєєвої продовжують:
- її син Петро Кірєєв, який станом на 2022 рік очолював Снятинський літературно-меморіальний музей Марка Черемшини, а також її учениці;
- письменниця, етнографка та краєзнавиця Іванна Стеф'юк;
- краєзнавиця, редакторка видань «Снятинська вежа», «Снятин», директорка художньо-меморіального музею Василя Касіяна Ольга Слободян;
- журналістка Тетяна Вовк та ін.

## Відзнаки
- Перша лауреатка Літературно-мистецької премії імені Марка Черемшини в номінації «Журналістика, краєзнавство, просвітницька діяльність» — за пропаганду творчості Марка Черемшини, пошуково-краєзнавчу діяльність (1999).